# Uri Avneri
Uri Avneri (sau Uri Avnery, în ebraică ‏אורי אבנרי, nume la naștere Helmut Ostermann, n. 10 septembrie 1923, Beckum, Statul Liber Prusia⁠(d), Germania – d. 20 august 2018, Tel Aviv, Israel) a fost un ziarist de limbă ebraică, om politic și militant pacifist israelian, evreu originar din Germania.  Unul din liderii stângii liberale radicale din țara sa, a fost deputat în Knesset în anii 1965-1969, 1969-1973 si 1977-1981.
Ca fondator și redactor șef, vreme de circa 40 de ani, al revistei „Haolam Hazè” a fost unul dintre ctitorii presei neatârnate și anti-establishment din Israel.  
S-a evidențiat, adesea prin luări de poziție și acțiuni provocative, ca militant pentru apărarea drepturilor minorităților, pentru separarea religiei de stat, și pentru reconcilierea arabo - evreiască, fiind un critic acerb al politicii tuturor guvernelor israeliene.

## Familia, anii copilăriei și tinereții

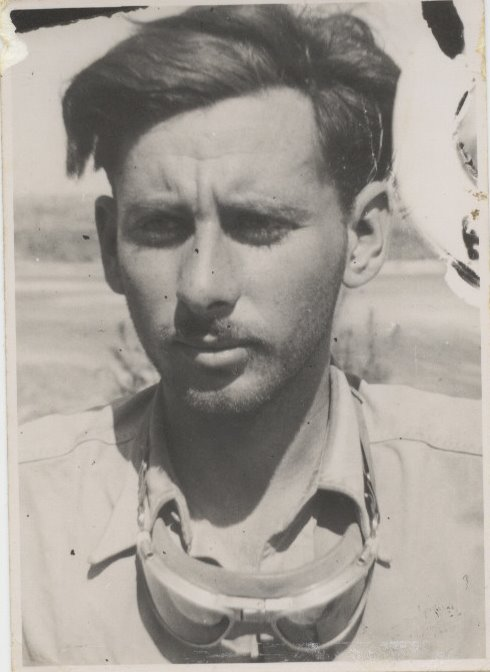
Uri Avneri ca militar în unitatea israeliană de comando „Shualei Shimshon” în luptele de la Negba din 1948

Uri Avneri s-a născut în anul 1923, ca Helmut Ostermann, în orășelul Beckum, din apropierea orașului german Münster. La 10 ani, după preluarea puterii de către Hitler în Germania, familia a emigrat în Palestina, aflată pe atunci sub regimul mandatar britanic.
Tatăl, care în Germania fusese bancher, a deschis o spălătorie  și curățătorie în Tel Aviv, cu care, cu greutate și-a întreținut familia. Băiatul mai mare, Avner Ostermann, a căzut pe front ca soldat în armata britanică în cursul celui de-al doilea război mondial. În memoria fratelui său Avner, când și-a ebraizat numele, tânărul Helmut și-a ales numele Uri Avneri.
Din cauza situației materiale precare, Uri Avneri a întrerupt școala la 14 ani și a început să lucreze ca funcționar, orizontul cultural lărgindu-l  prin numeorase lecturi, ca autodidact.  
A lucrat ca secretar al lui Arie Altman, președintele Noii Organizații Sioniste  întemeiate de  adepții  sionismului revizionist al lui Zeev Jabotinski, care au părăsit Organizația Sionistă.
A participat de tânăr la înființarea câtorva grupări de orientare canaanistă.
La 15 ani s-a alăturat Organizației paramilitare subterane de dreapta Étzel sau Irgun Tzvaí Leumí  de sub comanda lui Jabotinski, a lui David Raziel și apoi a lui Menachem Beghin. 
Din 1948 a făcut parte din unitatea de comando "Shualey Shimshon" (Vulpile lui Samson) a brigăzii Givati din cadrul armatei israeliene, recent înființată, și a fost rănit în luptele din deșertul Negev în zilele  Războiului de independență al Israelului. După încheierea războiului a relatat experiența sa de război in cărțile "Pe câmpurile țării Peleshet - 1948" (Peleshet fiind numele biblic al teritoriului locuit de filistenii antici, de unde și numele elen și latin de Palaestina) și A doua față a monedei.

## Haolam Haze
În anul 1950, cu banii de despăgubiri primiți, ca invalid de război, de la Departamentul de reabilitare al Ministerului Apărării, precum și cu drepturile asupra cărții „Pe câmpurile țării Peleshet”, Avneri a cumparat un săptămânal de mică circulație, numit „Haolam Haze”,(în ebraică „Lumea aceasta”) și l-a redactat și editat în cooperare cu Shalom Cohen și cu Nahum Eitan (care și-a vândut partea sa la sfârșitul anilor 1950). Avneri a transformat publicația într-una de mare tiraj, cu mare răsunet în opinia publică israeliană. El a condus revista vreme de 40 ani. La sfârșitul anilor 1980 popularitatea hebdomadarului a scăzut considerabil și în anul 1990 Avneri l-a vândut. La scurt timp dupa aceea și-a încetat cu totul apariția.
Uri Avneri a făcut din „Haolam Hazè”  o publicație combatantă și de anchete jurnalistice, înmulțindu-i difuzarea și cu mijloace de „presă galbenă", de scandal: istorioare erotice, rubrici de bârfe, și fotografii de femei dezbrăcate, lucru ieșit din comun în Israelul puritan din vremea aceea.     
Prin mijlocirea lui „Haolam Hazè” Uri Avneri a condus campanii combatante în trei domenii.  
Pe planul politicii naționale -  a predicat fără încetare ideea concesiilor teritoriale și a conviețuirii cu arabii palestineni vecini, și a „integrării” Israelului în spațiul Orientului arab, a luptat cu înverșunare pentru încetarea regimului de guvernământ militar în zonele cu populație preponderent arabă (ea avut loc până la urmă în 1966), și împotriva exproprierii, sub  motive militare etc. ale unor pământuri ale locuitorilor arabi. A fost printre primii israelieni care au chemat la înființarea unui stat arab palestinian. pe plan politic intern - a dus o lupta acerbă împotriva establishmentului laburist al premierului David Ben Gurion, a partidului acestuia, pe atunci atotputernic, Mapai, și a institutiilor controlate de acesta, a cercurilor din jurul primului ministru, a aghiotanților acestuia - Moshe Dayan, Shimon Peres, Teddy Kollek etc. Revista sa a fost implicată în dezvăluirea unor afaceri de corupție ca afacerea Elisheva, a ținut partea opoziției în cazul Kastner, și în afacerea Lavon.
Pe al treilea plan, Uri Avneri s-a opus legilor care împiedică separarea religiei de stat, a combătut serviciile de securitate Shin Bet,  numite de el „Aparatura tenebroasă”" și secretul care le învăluie, s-a luptat contra legii din 1965 care prevedea măsuri impotriva "calomnierii", si care, în formularea ei inițială periclita libertatea presei.   
Publicist incisiv și de talent, Uri Avneri a îmbogățit limba ebraică cu un număr de cuvinte și expresii ca prescurtarea "Hak" pentru "haver kneset" (membru al Knessetului), "halalit" - termenul ebraic pentru nava spațială, sau "ktavlav" pentru gazetari care își pun condeiul în slujba celor suspuși (de la cuvântul ebraic „kelavlav”, însemnând „cățeluș”).

## Activitatea politică
În anul 1956 Uri Avneri a înființat, împreună cu Nathan Yalin Mor și alți foști activiști naționaliști evrei deviați spre stânga radicală politică , mișcarea "Acțiunea Semită", care susținea ideea integrării politice a Israelului în lumea arabă.
Drept reacție la legea interzicerii calomnierii, pe care a perceput-o ca pe o barieră în calea libertății de expresie și a libertății gazetărești, dorind să obțină imunitate parlamentară, Uri Avneri a înființat în 1965 o listă politică numită „Haolam haze- Koah Hadash” )(Haolam haze- Noua Forță), din partea căreia a  fost ales membru în Parlament. La alegerile din 1969 lista și-a dublat reprezentarea, lui Avneri alăturându-se în Knesset și colegul său de redactie, Shalom Cohen. În 1971 drumurile celor doi s-au despărțit, Shalom Cohen dedicându-se  acțiunii politice în numele comunităților evreiești orientale dezavantajate, al căror purtător de cuvânt radical se făcuse Mișcarea panterelor negre.  
Uri Avneri a revenit în Knessetul al nouălea ca membru al fracțiunii Mahane Sheli de sub conducerea social democratului Lova Eliav. 
În anul 1975 un oarecare Eliahu Galili, diagnosticat ca bolnav psihic, a încercat să atenteze la viața lui Uri Avneri, la ușa domiciliului acestuia din strada Ben Yehuda din Tel Aviv , dar a fost prins datorită vigilenței unui vecin.

## Arafat, Hamas - interlocutori
În anul 1982 în timpul războiului din Liban, când
Yasser Arafat, liderul Organizației de Eliberare a Palestinei s-a aflat blocat de armata israeliană în cartierul său general din Beirut, Uri Avneri, însoțit de două colaboratoare, Anat Saragosti și Sarit Ishay, a avut o întâlnire prietenească cu acesta, în ciuda legii care interzicea israelienilor contacte cu OEP. Aceasta organizație conducea de peste un deceniu și jumătate o luptă împotriva Israelului, bazată adesea pe atentate de teroare, inclusiv contra civililor israelieni. Avneri, aflat în urma întălnirii, în centrul unui scandal public, a fost acuzat după aceea, nu o dată, de o admirație aproape orbească față de liderul palestinian. Avneri s-a apărat de aceste afirmații,susținând că e necesar un dialog cu aceia pe care arabii palestineni i-au ales drept conducători.
În anul 1984 Avneri a sprijinit crearea și prezentarea la alegerile pentru Knesset a unei Liste arabo-evreiești chemată Lista progresistă pentru pace, în frunte cu prietenul său, generalul în rezervă Matityahu (Mati) Peled și cu avocatul arab israelian Muhammad Miari.
Fără a fi, de data aceasta, candidat in mod personal, Avneri a fost membru al conducerii acestei liste, care a reușit să intre în Parlament.
Din anul 1990 de când a încetat activitatea sa de editor și redactor la Haolam Haze
Uri Avneri activează în cadrul unor organizații „non-guvernamentale” ca de pildă Gush Hashalom (Blocul Pacii) pe care a întemeiat-o în 1993. 
Mișcarea Gush Hashalom a început sub forma unui Comitet evreo-arab contra expulzării  care a protestat în 1992 împotriva expulzării de către guvernul Itzhak Rabin, în Liban a 415 activiști și conducători ai mișcărilor islamiste palestinene Hamas și Djihad Islami, ca represalii la acțiuni teroriste ale acestora.  Avneri împreună cu soția și cu alți activiști evrei și arabi, inclusiv fruntașul islamist israelian Raad Salah, pe atunci primar al orașului arab Um al-Fahm din Israel, au stat atunci vreme de două luni într-un cort de protest în fața sediului primului ministru la Ierusalim.
După un an, în 1993, în urma unei înțelegeri cu președintele Bill Clinton, Itzhak Rabin  a acceptat întoarcerea expulzaților în teritoriile  ocupate de Israel    
La primirea triumfală a expulzaților la Gaza în 1994, reprezentanți ai acestora au exprimat mulțumiri și lui Uri Avneri.

## După Acordurile de la Oslo
După Acordurile de la Oslo care au cuprins consimțământul guvernului Rabin la instalarea conducerii Organizației de Eliberare a Palestinei în teritoriile controlate de Israel in Cisiordania și Fâșia Gaza, Yasser Arafat l-a invitat pe Avneri să asiste la primirea  triumfală de care s-a bucurat din partea populației arabe din Gaza și a convocat o conferință de presă cu participarea lui Avneri. 
Gush Shalom a cerut conducerii Israelului să elibereze imediat pe toți militanții palestinieni, sub motiv ca aceștia ar fi prizonieri de război.   
In anii 2000-2004 Intifadat al Aqsa cu valurile de atentate palestinene ucigașe contra populatiei israeliene, a dus la o dezamăgire a unei mari părți din publicul israelian față de procesul de pace israelo-palestinian de la Oslo. În 2005 guvernul Sharon a inițiat în mod surprinzător evacuarea așezărilor agricole evreiești care între 1967-2005 au prosperat în Fâșia Gaza, măsură cunoscută sub numele de „Deconectarea” Israelului de Fâșia Gaza. Avneri a infierat acest plan ca fiind o inițiațivă extremistă de dreaptă pentru a îngheța procesul de pace, de a pune capăt odată pentru totdeauna perspectivelor de înființare a unui stat palestinian și de a induce în eroare opinia publică israeliană și internațională. În opinia sa, acest plan avea motive pur tactice. El susținea că Ariel Sharon a renunțat  la Fâșia Gaza, care reprezintă 1,3%  din teritoriul Palestinei, blocând-o din aer, de pe mare, și de pe uscat, cu scopul de a pune stăpânire definitiv pe Cisiordania, care este de 16 ori mai întinsă, de a lărgi acolo implantarea de așezări evreiești și de a crea 7-8 enclave palestinene asemănătoare cu Fâșia Gaza, înconjurate de zidul de separare și de stabili astfel granițe care, în viitor, vor permite anexarea unilaterală la Israel a teritoriilor populate acolo cu evrei și vor împiedica orice perspectivă de întemeiere a unui stat palestinian viabil. Avneri a criticat sprijinul adus de mișcarea Shalom Akhshav (Pacea Acum), Partidul Muncii și partidul Meretz-Yahad pentru retragerea din Fâșia Gaza,  
După victoria în martie 2006 a Miscarii islamiste Hamas în alegerile parlamentare din Autoritatea Palestiniană 
Uri Avneri a organizat câteva întâlniri ale mișcarii Gush Shalom cu reprezentanți ai acesteia. În viziunea sa, o întelegere israelo-palestiniană în viitor va trebui să țină seama de forța politică pe care o reprezintă tabăra islamistă.      
Pentru această activitate i s-au decernat mai multe premii europene și internaționale.
Uri Avneri a susținut în permanență că eșecurile procesului de pace israelo-palestinenan nu se datorează liderului palestinian Arafat, ci guvernelor israeliene.

## Premii și distincții
- 1997 -  Premiul Erich Maria Remarque pentru pace
- 2001 - „Premiul existenței corecte”, zis și „Premiul Nobel alternativ” împreună cu soția sa, Rahel Avneri și cu organizația Gush Shalom - din partea Fundației pentru o existență corectă din Suedia
- 2002 - Premiul israelian Sokolov pentru jurnalistică - pentru întreaga sa activitate de o viață